# Нетарифні торгові бар'єри
Нетарифні торгові бар'єри — обмежувальні заходи в міжнародній торгівлі, зокрема, дискримінація пропозицій іноземної компанії або встановлення виробничих стандартів, дискримінаційних стосовно до товарів іноземної компанії.

## Класифікація нетарифних бар'єрів
- Заходи прямого обмеження:
  - ліцензування
  - квотування;
  - добровільні обмеження експорту[1].
- Спеціальні захисні заходи:
  - імпортні квоти
  - спеціальні мита
  - антидемпінгові мита
  - встановлення бар'єру за мінімальними цінами на ринку країни-імпортера
  - компенсаційні мита;
- Адміністративні та митні формальності.